# JUMA (czasopismo młodzieżowe)
JUMA- (skrót od niem. das JugendMagazin). Kwartalnik dla młodzieży wydawany w Niemczech w latach 1990-2006. W każdym numerze były odpowiedzi na nadesłane listy i problemy, a także działy:
- Sport
- Komiks
- Dyskusja
- Zwierzęta
- Projekt
- Świat
- Książki
- Komputer
- Scena

Ostatnim numerem był 1/2006. W sprzedaży był też kwartalnik dla nauczycieli - TIPP.